# Ptyopterota
Ptyopterota là một chi bướm đêm thuộc họ Noctuidae.